# Sunderland AFC
Sunderland AFC is een Engelse voetbalclub, opgericht in 1879. De club speelt zijn thuiswedstrijden in het Stadium of Light in Sunderland. Dit stadion is sinds 1997 in gebruik. Voordien speelde de club bijna een eeuw lang zijn thuiswedstrijden in het Roker Park.

## Geschiedenis

### Vroege successen
De club werd opgericht in 1879 onder de naam Sunderland and District Teachers Association Football Club. Waarbij het aanvankelijk enkel leraren toeliet, nam de club in 1880 de huidige naam aan en liet het ook spelers met andere beroepen toe. In 1885 werd de club een professionele club en in dat jaar kwamen ook de eerste Schotten bij de club. In 1887 splitste de club op in twee clubs, omdat het aantrekken van vele betaalde professionele spelers de lokale helden uit het eerste team hielden. De lokale mannen richtten een eigen team op, Sunderland Albion FC. In 1890 werd een van de twee teams toegelaten tot de English Football League. Een play-off werd gespeeld en Sunderland AFC won die wedstrijd, waardoor Sunderland Albion een amateurclub bleef en verdween in obscuriteit.
Sunderland AFC wist in haar tweede seizoen beslag te leggen op het kampioenschap, een prestatie die een jaar later opnieuw werd bewerkstelligd. Nadat de club in 1894 opnieuw dichtbij was moest het de titel laten aan Aston Villa FC. In 1895 waren het wel de Black Cats die zich tot kampioen kroonde. Van 1886 tot 1898 speelde Sunderland AFC haar wedstrijden op Newcastle Road, waarna het verhuisde naar Roker Park.
In de beginjaren van de Football League was Sunderland de noordelijkste club en ze moesten vaak de tegenstanders reisvergoeding betalen.
Het duurde tot 1902 voordat Sunderland AFC weer een titel kon bijschrijven op haar palmares. Op 5 december 1908 noteerde de club haar grootste overwinning ooit, 9-1 tegen rivaal Newcastle United FC. In 1913 volgde werd Sunderland AFC wederom kampioen van Engeland, maar verloor het wel de FA Cup-finale van Aston Villa FC.
Nadat de competitie enkele jaren had stilgelegen vanwege de Eerste Wereldoorlog kwam Sunderland AFC dichtbij nieuwe kampioenschappen, maar slaagde het er niet in dit tot een succesvol einde te brengen. In 1928 werd er voor het eerst gestreden tegen degradatie. Zover kwam het uiteindelijk niet. De zesde landstitel werd in 1936 gevierd, waarna voor het eerst ook het Charity Shield werd gewonnen. Het kampioenschap werd overschaduwd door de tragische dood van doelman Jimmy Thorpe. Hij werd geschopt door een speler van Chelsea FC nadat hij de bal reeds had opgepakt. Hoewel hij de wedstrijd uitspeelde zakte hij thuis in elkaar en overleed hij vier dagen later in het ziekenhuis aan de gevolgen van het incident. Hierna werden de voetbalregels aangepast, waardoor spelers niet langer de bal mochten aanvallen als de doelman deze in zijn armen onder controle heeft.
De eerste FA Cup-overwinning werd in 1937 gevierd nadat Preston North End FC met 3-1 was verslagen op Wembley.

### Financiële risico's
Na afloop van de Tweede Wereldoorlog, toen de competitie weer werd hervat, probeerde Sunderland AFC door investeringen het vooroorlogse succes een vervolg te geven. Echter leverde dit niet het gewenste resultaat op. In 1957 was de club betrokken bij een financieel schandaal. Ze werden schuldig bevonden aan het overbetalen van de spelers. Een jaar later degradeerde Sunderland AFC voor het eerst in 68 jaar. Het duurde zes seizoenen voordat het terugkeerde op het hoogste niveau. Dat verblijf eindigde aan het einde van dat decennium.
In 1973 won Sunderland AFC haar laatste grote prijs, nadat het Leeds United FC van Don Revie met 1-0 werd verslagen in de eindstrijd om de FA Cup. Ian Porterfield scoorde het enige doelpunt van de wedstrijd. Sinds 1973 hebben slechts twee andere clubs de FA Cup weten te winnen terwijl zij niet op het hoogste niveau actief waren; Southampton FC in 1976 en West Ham United FC in 1980. Door de winst van de FA Cup plaatste Sunderland AFC zich voor het eerst – en tot op heden voor het laatst – voor Europees voetbal. Na zes seizoenen op het tweede niveau werd in 1976 promotie behaald. De terugkeer bleef tot een seizoen beperkt.
Sunderland AFC trad in 1985 voor het eerst aan in een League Cup-finale, maar verloor deze met 1-0 van Norwich City FC. In 1987 bereikte de club een van haar grootste dieptepunten in de clubgeschiedenis, toen het voor het eerst degradeerde naar de Third Division. In 1988 deed het weer een stap omhoog, waarna in 1990 zelfs de First Division weer werd bereikt. Swindon Town FC won aanvankelijk de play-off finale, maar werd schuldig bevonden aan financiële onregelmatigheden waardoor Sunderland AFC mocht promoveren. Het bleef een seizoen actief in de First Division.
In 1992 wist Sunderland AFC zich opnieuw voor de FA Cup-finale te plaatsen als Second Division-club. De Black Cats werden met 2-0 verslagen door Liverpool FC.

### Nieuw stadion
Sunderland AFC leek opnieuw naar het derde niveau af te zakken. Hoofdtrainer Peter Reid wist het schip echter vlot te trekken en leidde ze in 1996 voor het eerst naar de Premier League. Hier degradeerde het een jaar later weer uit. In 1997 betrok de club het Stadium of Light en nam het daardoor na bijna een eeuw afscheid van Roker Park. Aanvankelijk bood het nieuwe stadion plaats aan 42.000 toeschouwers, dit werd later uitgebreid naar 49.000.
In 1999 keerde Sunderland AFC terug naar de Premier League. Kevin Phillips kroonde zich in zijn eerste seizoen op het hoogste niveau tot Europees topschutter van het seizoen. De club eindigde op een zevende plaats. Een jaar later werd deze prestatie geëvenaard. Na afloop van het seizoen 2000/01 degradeerde de ploeg uit het noorden van Engeland nadat het slechts 19 punten wist te verzamelen, destijds een negatief record.
Mick McCarthy trad aan als hoofdtrainer van de club en wist hen in 2005 als kampioen terug te laten keren in de Premier League. Echter bleef de terugkeer beperkt tot een seizoen.

### Overnames
Na de degradatie uit de Premier League werd de club overgenomen door een Iers consortium, onder aanvoering van oud-speler Niall Quinn. Zij stelden Roy Keane aan als nieuwe hoofdtrainer. Onder zijn leiding werd de weg omhoog ingezet en kon een promotiefeest gevierd worden met de terugkeer naar de Premier League in 2007. Op de laatste speeldag werd de titel binnengehaald nadat koploper Birmingham City FC punten had laten liggen en Sunderland AFC zelf wist te winnen van Luton Town FC.
Keane besloot halverwege het seizoen 2008/09 de eer aan zichzelf te houden vanwege tegenvallende resultaten. Voor de start van het nieuwe seizoen werd de club opnieuw overgenomen, ditmaal door de Iers-Amerikaanse zakenman Ellis Short. Steve Bruce werd op 3 juni 2009 aangesteld als hoofdtrainer van de Black Cats. Een van zijn eerste aanwinsten was Darren Bent, die voor een clubrecord van 10 miljoen pond werd aangetrokken. Een jaar later scherpte Asamoah Gyan dat record aan tot 13 miljoen pond.

### Trainerscarrousel
Bruce werd in november 2011 ontslagen en vervangen door Martin O'Neill, die op zijn beurt in maart 2013 weer plaats moest maken voor Paolo Di Canio. Zijn aanstelling veroorzaakte wijdverbreide controverse. Nadat het seizoen 2013/14 niet naar wens van start ging werd de rol van hoofdtrainer wederom toegewezen aan een ander persoon. Ditmaal mocht Gustavo Poyet het team leiden. De Uruguayaan wist met Sunderland AFC de League Cup-finale van 2014 te bereiken, maar deze werd met 3-1 verloren van Manchester City FC. In maart 2015 werd Poyet vervangen door Dick Advocaat. Aanleiding was een 4-0 nederlaag in eigen huis tegen concurrent Aston Villa FC. Met nog negen duels voor de boeg stond de ploeg op de zeventiende plaats. Advocaat wist Sunderland te behoeden voor degradatie door een 0-0 gelijkspel op bezoek bij Arsenal FC. Hoewel de Hagenaar zijn contract verlengde besloot hij na acht duels in het seizoen 2015/16 te vertrekken.
Sam Allardyce werd aangesteld en wist de Black Cats wederom in de Premier League te houden. In juli 2016 maakte hij de stap naar het Engels voetbalelftal. Voormalig Everton FC-trainer David Moyes werd aangetrokken om hem op te volgen. Onder Moyes kende Sunderland AFC haar slechtste start in de Premier League ooit. Het elftal haalde slechts twee punten uit de eerste tien wedstrijden. In het seizoen 2016/17 degradeerde de club voor het eerst in tien seizoenen naar het Championship. Het doek viel op zaterdag 29 april, toen de ploeg van Moyes in de 34ste speelronde met 1-0 verloor van AFC Bournemouth door een late goal van Joshua King. Concurrent Hull City pakte een punt bij Southampton FC, waardoor die ploeg niet meer te achterhalen was met nog vier duels te spelen. Moyes diende op 22 mei zijn ontslag in bij de club.
Onder eerst Simon Grayson en daarna Chris Coleman degradeerde Sunderland AFC in het seizoen daarop voor het tweede jaar op rij. Dit resulteerde in het vertrek van Coleman. Reeds in april 2018 had eigenaar Short de Engelse club verkocht aan een internationaal consortium onder leiding van Stewart Donald.
Met een nieuwe hoofdtrainer aan het roer wist Sunderland AFC zich te plaatsen voor de play-offs om promotie, maar in de finale was Charlton Athletic FC te sterk. In 2019 werd Phil Parkinson aangesteld als hoofdtrainer. Onder zijn leiding eindigde de club op haar laagste eindklassering ooit, de achtste plaats op het derde niveau.

### Nieuwe eigenaar
In november 2020 werd bekend dat Kyril Louis-Dreyfus een meerderheidsbelang zou nemen in de club. Donald bleef aan als aandeelhouder, maar verkocht zijn aandelenpakket in 2023 aan Juan Sartori. Hierdoor kwam de club wederom in andere handen.
In 2022 functioneerde Alex Neil kortstondig als hoofdtrainer van Sunderland AFC. Hij wist de club terug te brengen naar het Championship, nadat Wycombe Wanderers FC werd verslagen in de finale van de play-offs. Hierdoor keerde het na vier seizoenen terug op dat niveau. In het Championship eindigde Sunderland AFC op de zesde plaats. Luton Town FC was vervolgens te sterk in de halve finale van de play-offs om promotie naar de Premier League. 2023/24 ging de boeken in als een kleurloos seizoen voor Sunderland AFC, waarin de ploeg op de zestiende plaats eindigde.
In juni 2024 werd Régis Le Bris aangesteld als hoofdtrainer van de club. Hij kwam over van FC Lorient en wist het team naar een vierde plaats te leiden. In de play-offs troffen zij achtereenvolgens Coventry City FC en Sheffield United FC. Aanvankelijk keek het tegen een 1-0 achterstand aan in de finale tegen Sheffield United FC, maar doelpunten van Eliezer Mayenda en Tom Watson zorgde voor de ommekeer. Hiermee keerde Sunderland AFC na acht seizoen terug naar de Premier League. In aanloop naar het nieuwe seizoen werd de selectie flink versterkt, waarmee de club hoopt handhaving te kunnen bewerkstelligen.

## Erelijst
| Competitie                       | Aantal | Jaren                              |
| -------------------------------- | ------ | ---------------------------------- |
| Nationaal                        |        |                                    |
| Football League First Division   | 6x     | 1892, 1893, 1895, 1902, 1913, 1936 |
| Football League Second Division  | 5x     | 1976, 1996, 1999, 2005, 2007       |
| Football League Third Division   | 1x     | 1988                               |
| FA Cup                           | 2x     | 1937, 1973                         |
| EFL Trophy                       | 1x     | 2021                               |
| Charity Shield                   | 1x     | 1936                               |
| Sheriff of London Charity Shield | 1x     | 1903                               |

## Clubcultuur

### Logo
Het logo van Sunderland AFC verwijst naar het Penshaw Monument in Sunderland, een replica van de tempel van Hephaistos in Athene.

## Stadion

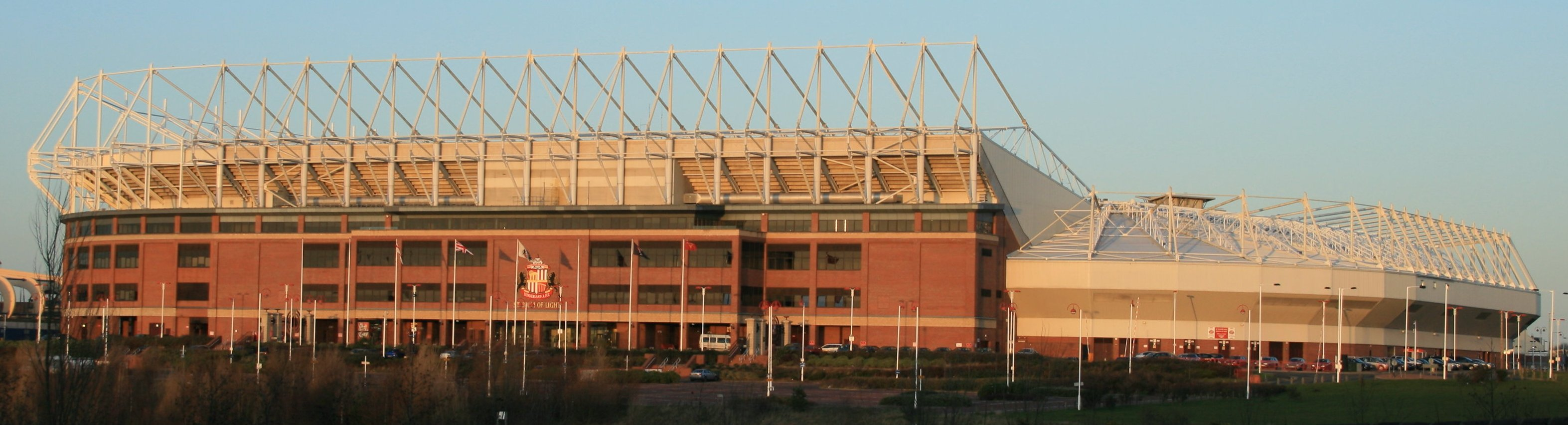
Stadium of Light

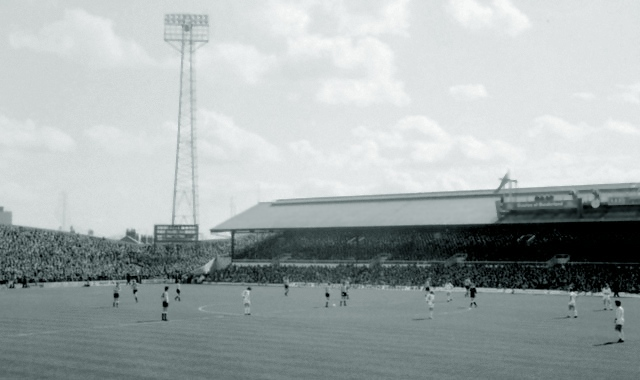
Roker Park

### Stadium of Light
Sinds 1997 speelt Sunderland AFC haar thuiswedstrijden in het Stadium of Light, ten noorden van de Wear die door Sunderland stroomt. Het stadion biedt plaats aan 49.000 toeschouwers en staat daarmee in de top tien grootste voetbalstadions in Engeland. Stadium of Light functioneert voornamelijk als thuisbasis voor Sunderland AFC, maar word ook gebruikt als concertlocatie en voor wedstrijden van nationale elftallen. Zo traden onder andere Beyoncé, Oasis, Rihanna, Elton John en Coldplay op in het stadion.

### Roker Park
Voordat Sunderland AFC haar intrek nam in het Stadium of Light speelde het bijna een eeuw in Roker Park. Daar was het actief van 1898 tot 1997. Nadien werd het afgebroken. Op het laatst bood het stadion plaats aan 22.500 toeschouwers.

## Trainingscomplex

### Academy of Light
In 2003 nam Sunderland AFC de Academy of Light in gebruik. Het verving het Charlie Hurley Centre en functioneert als trainingslocatie voor zowel het eerste elftal als de jeugdelftallen van de club. Bekende oud-jeugdspelers die hun debuut hebben gemaakt in het eerste elftal zijn onder andere Jordan Henderson, Jordan Pickford, Lynden Gooch en Tom Watson.

## Eerste elftal

### Selectie
| Nr.           | Naam               | Sinds      | Contract   | Vorige club                 |
| Doelmannen    | Doelmannen         | Doelmannen | Doelmannen | Doelmannen                  |
| ------------- | ------------------ | ---------- | ---------- | --------------------------- |
| 1             | Anthony Patterson  | 2021       | 2028       |                             |
| 16            | Blondy Nna Noukeu  | 2024       | 2026       | Stoke City FC               |
| 21            | Simon Moore        | 2024       | 2026       | Coventry City FC            |
| 22            | Robin Roefs        | 2025       | 2030       | N.E.C.                      |
| Verdedigers   |                    |            |            |                             |
| 2             | Niall Huggins      | 2021       | 2026       | Leeds United FC             |
| 3             | Dennis Cirkin      | 2021       | 2026       | Tottenham Hotspur FC        |
| 5             | Daniel Ballard     | 2022       | 2028       | Arsenal FC                  |
| 6             | Timothée Pembélé   | 2023       | 2028       | Paris Saint-Germain FC      |
| 13            | Luke O'Nien        | 2018       | 2027       | Wycombe Wanderers FC        |
| 15            | Omar Alderete      | 2025       | 2029       | Getafe CF                   |
| 23            | Jenson Seelt       | 2023       | 2028       | PSV                         |
| 25            | Nectarios Triantis | 2023       | 2027       | Central Coast Mariners      |
| 32            | Trai Hume          | 2022       | 2030       | Linfield FC                 |
| 33            | Leo Hjelde         | 2024       | 2028       | Leeds United FC             |
| 41            | Zak Johnson        | 2025       | 2026       |                             |
| 42            | Aji Alese          | 2022       | 2027       | West Ham United FC          |
| 45            | Joe Anderson       | 2023       | 2026       | Everton FC                  |
|               | Arthur Masuaku     | 2025       | 2027       | Beşiktaş JK                 |
|               | Reinildo           | 2025       | 2027       | Atlético Madrid             |
| Middenvelders |                    |            |            |                             |
| 4             | Dan Neil           | 2021       | 2026       |                             |
| 8             | Alan Browne        | 2024       | 2027       | Preston North End FC        |
| 11            | Chris Rigg         | 2023       | 2027       |                             |
| 19            | Habib Diarra       | 2025       | 2030       | AS Strasbourg               |
| 27            | Jay Matete         | 2022       | 2026       | Fleetwood Town FC           |
| 28            | Enzo Le Fée        | 2025       | 2029       | AS Roma                     |
| 30            | Milan Aleksić      | 2024       | 2028       | FK Radnički 1923 Kragujevac |
| 34            | Granit Xhaka       | 2025       | 2028       | Bayer Leverkusen            |
| 50            | Harrison Jones     | 2025       | 2026       |                             |
|               | Noah Sadiki        | 2025       | 2030       | Union Sint-Gillis           |
| Aanvallers    |                    |            |            |                             |
| 7             | Chemsdine Talbi    | 2025       | 2030       | Club Brugge                 |
| 9             | Luís Semedo        | 2023       | 2028       | SL Benfica                  |
| 10            | Patrick Roberts    | 2022       | 2026       | Manchester City FC          |
| 12            | Eliezer Mayenda    | 2023       | 2030       | FC Sochaux                  |
| 14            | Romaine Mundle     | 2024       | 2028       | Standard Luik               |
| 17            | Abdoullah Ba       | 2022       | 2027       | Le Havre AC                 |
| 18            | Wilson Isidor      | 2025       | 2028       | FK Zenit Sint-Petersburg    |
| 24            | Simon Adingra      | 2025       | 2030       | Brighton & Hove Albion FC   |
| 29            | Ahmed Abdullahi    | 2024       | 2028       | KAA Gent                    |
| 36            | Ian Poveda         | 2024       | 2027       | Leeds United FC             |
| 38            | Marc Guiu          | 2025       | huur       | Chelsea FC                  |
|               | Nazariy Rusyn      | 2023       | 2027       | Zorja Loehansk              |

Laatste update: 15 augustus 2025

### Staf
| Functie            | Naam                  | Sinds | Contract | Vorige club     |
| ------------------ | --------------------- | ----- | -------- | --------------- |
| Hoofdtrainer       | Régis Le Bris         | 2024  | 2027     | FC Lorient      |
| Assistent-trainers | Alessandro Barcherini | 2025  |          | Leeds United FC |
| Assistent-trainers | Isidre Ramón Madir    | 2025  |          | Irak            |
| Assistent-trainers | Michael Proctor       | 2022  |          |                 |
| Assistent-trainers | Luciano Vulcano       | 2025  |          | Al-Nassr        |
| Keeperstrainer     | Neil Cutler           | 2025  |          | Engeland –20    |

Laatste update: 15 augustus 2025

## Overzichtlijsten

### Eindklasseringen sinds 1946/47
- 1947 9e
First Division
- 1948 20e
First Division
- 1949 8e
First Division
- 1950 3e
First Division
- 1951 12e
First Division
- 1952 12e
First Division
- 1953 9e
First Division
- 1954 18e
First Division
- 1955 4e
First Division
- 1956 9e
First Division
- 1957 20e
First Division
- 1958 21e
First Division
- 1959 15e
Second Division
- 1960 16e
Second Division
- 1961 6e
Second Division
- 1962 3e
Second Division
- 1963 3e
Second Division
- 1964 2e
Second Division
- 1965 15e
First Division
- 1966 19e
First Division
- 1967 17e
First Division
- 1968 15e
First Division
- 1969 17e
First Division
- 1970 21e
First Division
- 1971 13e
Second Division
- 1972 5e
Second Division
- 1973 6e
Second Division
- 1974 6e
Second Division
- 1975 4e
Second Division
- 1976 1e
Second Division
- 1977 20e
First Division
- 1978 6e
Second Division
- 1979 4e
Second Division
- 1980 2e
Second Division
- 1981 17e
First Division
- 1982 19e
First Division
- 1983 16e
First Division
- 1984 13e
First Division
- 1985 21e
First Division
- 1986 18e
Second Division
- 1987 20e
Second Division
- 1988 1e
Third Division
- 1989 11e
Second Division
- 1990 6e
Second Division
- 1991 19e
First Division
- 1992 18e
Second Division
- 1993 21e
First Division
- 1994 12e
First Division
- 1995 20e
First Division
- 1996 1e
First Division
- 1997 18e
Premier League
- 1998 3e
First Division
- 1999 1e
First Division
- 2000 7e
Premier League
- 2001 7e
Premier League
- 2002 17e
Premier League
- 2003 20e
Premier League
- 2004 3e
First Division
- 2005 1e
Championship
- 2006 20e
Premier League
- 2007 1e
Championship
- 2008 15e
Premier League
- 2009 16e
Premier League
- 2010 13e
Premier League
- 2011 10e
Premier League
- 2012 13e
Premier League
- 2013 17e
Premier League
- 2014 14e
Premier League
- 2015 16e
Premier League
- 2016 17e
Premier League
- 2017 20e
Premier League
- 2018 24e
Championship
- 2019 5e
League One
- 2020 8e
League One
- 2021 4e
League One
- 2022 5e
League One
- 2023 6e
Championship
- 2024 16e
Championship
- 2025 4e
Championship

- First Division
- Second Division
- Third Division
- Premier League
- Championship
- League One

ⓘ In 1992 invoering van de Premier League en opheffing van de Fourth Division; in 2004 opheffing van de First, Second en Third Division.

### Seizoensresultaten
| Seizoen           | №  | Clubs | Divisie         | Duels | Winst | Gelijk | Verlies | Doelsaldo | Punten | Tsch   |
| ----------------- | -- | ----- | --------------- | ----- | ----- | ------ | ------- | --------- | ------ | ------ |
| 1970–1971         | 13 | 22    | Second Division | 42    | 15    | 12     | 15      | 52–54     | 42     | 15.780 |
| 1971–1972         | 5  | 22    | Second Division | 42    | 17    | 16     | 9       | 67–57     | 50     | 15.906 |
| 1972–1973         | 6  | 22    | Second Division | 42    | 17    | 12     | 13      | 59–49     | 46     | 22.603 |
| 1973–1974         | 6  | 22    | Second Division | 42    | 19    | 9      | 14      | 58–44     | 47     | 24.409 |
| 1974–1975         | 4  | 22    | Second Division | 42    | 19    | 13     | 10      | 65–35     | 51     | 29.931 |
| 1975–1976         | 1  | 22    | Second Division | 42    | 24    | 8      | 10      | 67–36     | 56     | 31.250 |
| 1976–1977         | 20 | 22    | First Division  | 42    | 11    | 12     | 19      | 46–54     | 34     | 32.743 |
| 1977–1978         | 6  | 22    | Second Division | 42    | 14    | 16     | 12      | 67–59     | 44     | 22.276 |
| 1978–1979         | 4  | 22    | Second Division | 42    | 22    | 11     | 9       | 70–44     | 55     | 25.454 |
| 1979–1980         | 2  | 22    | Second Division | 42    | 21    | 12     | 9       | 69–42     | 54     | 27.119 |
| 1980–1981         | 17 | 22    | First Division  | 42    | 14    | 7      | 21      | 52–53     | 35     | 26.477 |
| 1981–1982         | 19 | 22    | First Division  | 42    | 11    | 11     | 20      | 38–58     | 44     | 19.608 |
| 1982–1983         | 16 | 22    | First Division  | 42    | 12    | 14     | 16      | 48–61     | 50     | 17.370 |
| 1983–1984         | 13 | 22    | First Division  | 42    | 13    | 13     | 16      | 42–53     | 52     | 16.180 |
| 1984–1985         | 21 | 22    | First Division  | 42    | 10    | 10     | 22      | 40–62     | 40     | 18.347 |
| 1985–1986         | 17 | 22    | Second Division | 42    | 13    | 11     | 18      | 47–61     | 50     | 16.052 |
| 1986–1987         | 20 | 22    | Second Division | 42    | 12    | 12     | 18      | 49–59     | 48     | 13.601 |
| 1987–1988         | 1  | 24    | Third Division  | 46    | 27    | 12     | 7       | 92–48     | 93     | 17.425 |
| 1988–1989         | 11 | 24    | Second Division | 46    | 16    | 15     | 15      | 60–60     | 63     | 14.878 |
| 1989–1990         | 6  | 24    | Second Division | 46    | 20    | 14     | 12      | 70–64     | 74     | 17.987 |
| 1990–1991         | 19 | 20    | First Division  | 38    | 8     | 10     | 20      | 38–60     | 34     | 22.577 |
| 1991–1992         | 18 | 24    | Second Division | 46    | 14    | 11     | 21      | 61–65     | 53     | 18.390 |
| 1992–1993         | 21 | 24    | First Division  | 46    | 13    | 11     | 22      | 50–64     | 50     | 17.258 |
| 1993–1994         | 12 | 24    | First Division  | 46    | 19    | 8      | 19      | 54–57     | 65     | 16.934 |
| 1994–1995         | 20 | 24    | First Division  | 46    | 12    | 18     | 16      | 41–45     | 54     | 15.344 |
| 1995–1996         | 1  | 24    | First Division  | 46    | 22    | 17     | 7       | 59–33     | 83     | 17.482 |
| 1996–1997         | 18 | 20    | Premier League  | 38    | 10    | 10     | 18      | 35–53     | 40     | 20.865 |
| 1997–1998         | 3  | 24    | First Division  | 46    | 26    | 12     | 8       | 86–50     | 90     | 33.492 |
| 1998–1999         | 1  | 24    | First Division  | 46    | 31    | 12     | 3       | 91–28     | 105    | 38.745 |
| 1999–2000         | 7  | 20    | Premier League  | 38    | 16    | 10     | 12      | 57–56     | 58     | 41.375 |
| 2000–2001         | 7  | 20    | Premier League  | 38    | 15    | 12     | 11      | 46–41     | 57     | 46.791 |
| 2001–2002         | 17 | 20    | Premier League  | 38    | 10    | 10     | 18      | 29–51     | 40     | 46.744 |
| 2002–2003         | 20 | 20    | Premier League  | 38    | 4     | 7      | 27      | 21–65     | 19     | 39.698 |
| 2003–2004         | 3  | 24    | First Division  | 46    | 22    | 13     | 11      | 62–45     | 79     | 27.120 |
| 2004–2005         | 1  | 24    | Championship    | 46    | 29    | 7      | 10      | 76–41     | 94     | 28.821 |
| 2005–2006         | 20 | 20    | Premier League  | 38    | 3     | 6      | 29      | 26–69     | 15     | 33.904 |
| 2006–2007         | 1  | 24    | Championship    | 46    | 27    | 7      | 12      | 76–47     | 88     | 31.887 |
| 2007–2008 details | 15 | 20    | Premier League  | 38    | 11    | 6      | 21      | 36–59     | 39     | 43.344 |
| 2008–2009 details | 16 | 20    | Premier League  | 38    | 9     | 9      | 20      | 34–54     | 36     | 40.168 |
| 2009–2010 details | 13 | 20    | Premier League  | 38    | 11    | 11     | 16      | 48–56     | 44     | 40.355 |
| 2010–2011 details | 10 | 20    | Premier League  | 38    | 12    | 11     | 15      | 45–56     | 47     | 40.011 |
| 2011–2012 details | 13 | 20    | Premier League  | 38    | 11    | 12     | 15      | 45–46     | 45     | 39.095 |
| 2012–2013 details | 17 | 20    | Premier League  | 38    | 9     | 12     | 17      | 41–54     | 39     | 40.544 |
| 2013–2014 details | 14 | 20    | Premier League  | 38    | 10    | 8      | 20      | 41–60     | 38     | 41.090 |
| 2014–2015 details | 16 | 20    | Premier League  | 38    | 7     | 17     | 14      | 31–53     | 38     | 41.090 |
| 2015–2016 details | 17 | 20    | Premier League  | 38    | 9     | 12     | 17      | 48–62     | 39     | 43.071 |
| 2016–2017 details | 20 | 20    | Premier League  | 38    | 6     | 6      | 26      | 29–69     | 24     | 41.287 |
| 2017–2018         | 24 | 24    | Championship    | 46    | 7     | 16     | 23      | 52–80     | 37     | 27.635 |
| 2018–2019         | 5  | 24    | League One      | 46    | 22    | 19     | 5       | 80–47     | 85     | 32.157 |
| 2019–2020         | 8  | 23    | League One      | 36    | 16    | 11     | 9       | 48–32     | 59     | 30.118 |
| 2020–2021         | 4  | 24    | League One      | 46    | 20    | 17     | 9       | 70-42     | 77     | --     |
| 2021–2022         | 5  | 24    | League One      | 46    | 24    | 12     | 10      | 79-53     | 84     | 30.847 |
| 2022–2023         | 6  | 24    | Championship    | 46    | 18    | 15     | 13      | 68-55     | 69     | 38.653 |
| 2023–2024         | 16 | 24    | Championship    | 46    | 16    | 8      | 22      | 52-54     | 56     | 41.028 |
| 2024–2025         | 4  | 24    | Championship    | 46    | 21    | 13     | 12      | 58-44     | 76     |        |

## Bekende (oud-)Black Cats

### Spelers
- Patrick van Aanholt
- Ben Alnwick
- Keith Armstrong
- Lee Cattermole
- Brian Clough
- Jason Denayer
- Emanuele Giaccherini
- Lynden Gooch
- Craig Gordon
- Raimond van der Gouw
- Will Grigg
- Jordan Henderson
- Adnan Januzaj
- Kyle Lafferty
- Liam Lawrence
- Jeremain Lens
- Glenn Loovens
- Jason McAteer
- Ally McCoist
- Simon Mignolet
- Kevin Phillips
- Jordan Pickford
- Niall Quinn
- Claudio Reyna
- Kieran Richardson
- Robin Roefs
- Stéphane Sessègnon
- Thomas Sørensen
- Marcus Stewart
- Ola Toivonen
- Stanislav Varga
- Tom Watson
- Granit Xhaka
- Dwight Yorke
- Boudewijn Zenden
- Edwin Zoetebier

### Trainers
- Dick Advocaat
- Sam Allardyce
- Steve Bruce
- Chris Coleman
- Roy Keane
- Mick McCarthy
- David Moyes
- Martin O'Neill
- Gustavo Poyet
- Peter Reid

## Trivia
- Eind 2018 werd op Netflix een documentaireserie uitgebracht over de club, genaamd Sunderland Till I Die. Supporters, spelers en de technische staf worden gevolgd gedurende het seizoen 2017-2018. Vanwege het succes werd een tweede seizoen gemaakt, dat in het voorjaar van 2020 online kwam. [3] Februari 2023 kwam het derde seizoen uit van deze serie.